# Pinguicula planifolia
Pinguicula planifolia är en tätörtsväxtart som beskrevs av Alvin Wentworth Chapman. Pinguicula planifolia ingår i släktet tätörter, och familjen tätörtsväxter. Inga underarter finns listade i Catalogue of Life.